# Visperterminen
Visperterminen est une commune suisse de l'est du canton du Valais, située dans le district de Viège. Elle accueille sur son territoire une petite station de ski.
La vigne la plus haute d'Europe pousse sur le territoire de la commune jusqu'à 1 150 m. Il s'agit de la sorte Heida, qui est autochtone à la région.

## Tourisme
Le lac de Gebidumsee (2 193 m) ainsi que la vallée de Nanztal et le sommet du Gebidum qui est un des plus beaux points de vue de cette région magnifique sont des objectifs de randonnée. Au total, 120 km de chemins ont été aménagés. Un musée de l'habitat (Wohnmuseum) complète l'offre.

### Domaine skiable
Une petite station de ski a été implantée sur le territoire de la commune. Un télésiège 2-places, construit en 1999, rejoint en 5,5 minutes le lieu-dit de Giw à 1 962 m d'altitude. De là part une unique piste de ski, et une piste de luge de 7 km et 630 mètres de dénivelé, qui rejoignent toutes deux la station. Un teleski poursuit, pour atteindre le sommet du domaine skiable, sur les pentes du Rothorn (2 313 m). Celui-ci offre 336 mètres de dénivelé, avec le plus large choix de pistes du domaine. Un troisième teleski complète l'offre.
La saison hivernale commence généralement mi-décembre, et se termine fin mars. Le télésiège est quant à lui en fonctionnement aussi pour la période estivale de la mi-juin à mi-octobre. La station coopère avec ses stations voisines, à travers une offre forfaitaire commune, via les offres Oberwalliser Skipass et Snowpass Valais. Pendant la saison 2014/2015, la société qui gère les remontées mécaniques a atteint un chiffre d'affaires de CHF 706 378. Le résultat financier fut toutefois négatif, avec une perte nette de CHF 42 737. 35 000 clients uniques ont été enregistrés pendant l'hiver, contre 13 000 pendant la saison estivale.
15 km de chemins de randonnée et de sentiers raquette complètent l'offre touristique de la station.

## Histoire

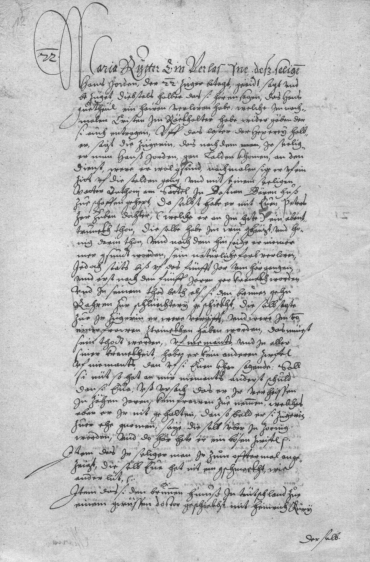
Extrait du dossier judiciaire concernant l'empoisonnement d'Hans Jorden par Eve Zerzuben. Archives de la Bourgeoisie de Viège - F13, fascicule n°3

Lors des procès de sorcellerie du Valais, Eve Zerzuben est inculpée en 1607 et condamnée au bûcher.